# Oswaldkirche (Hirschlanden)

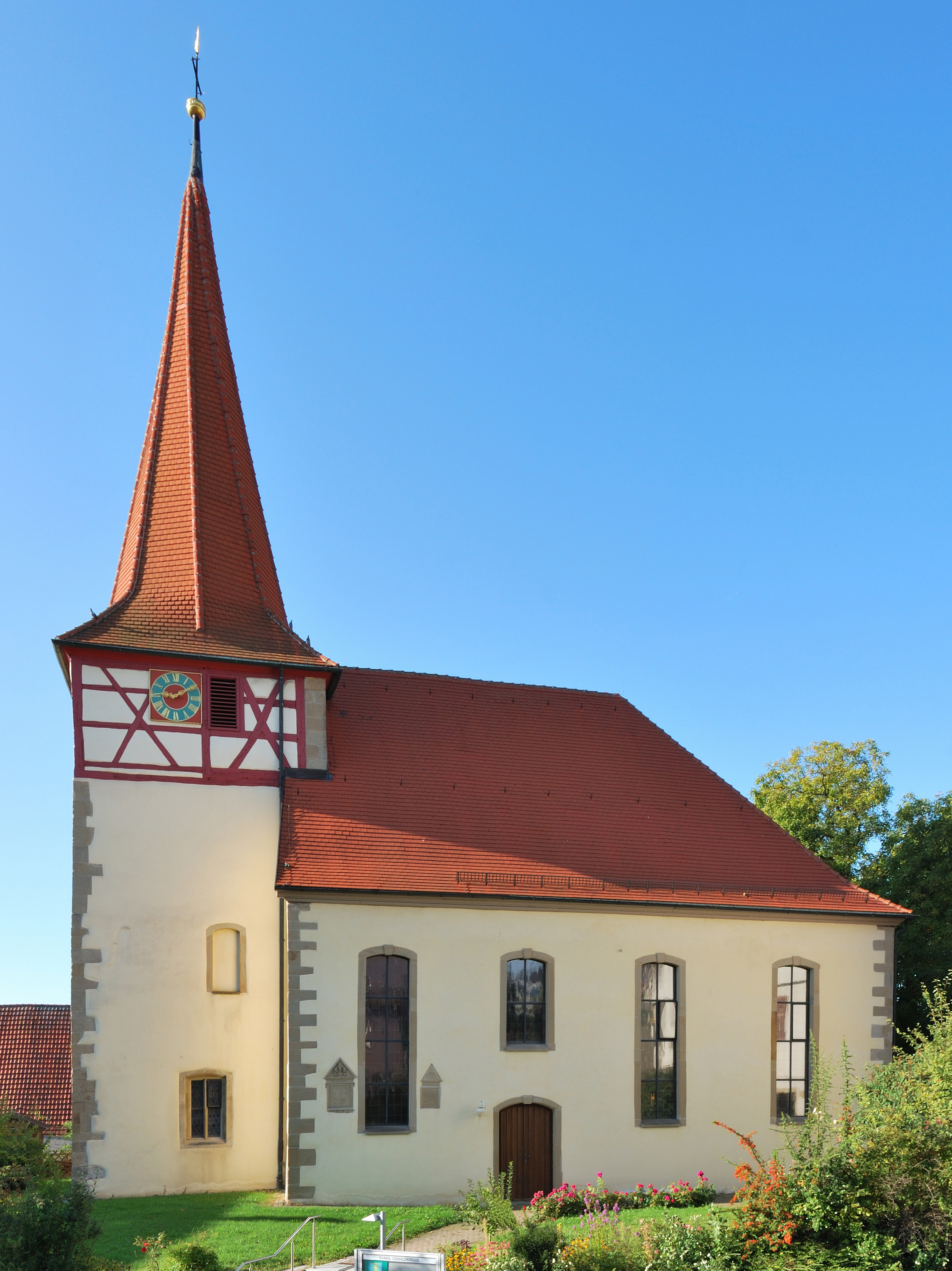
Die Oswaldkirche von Norden

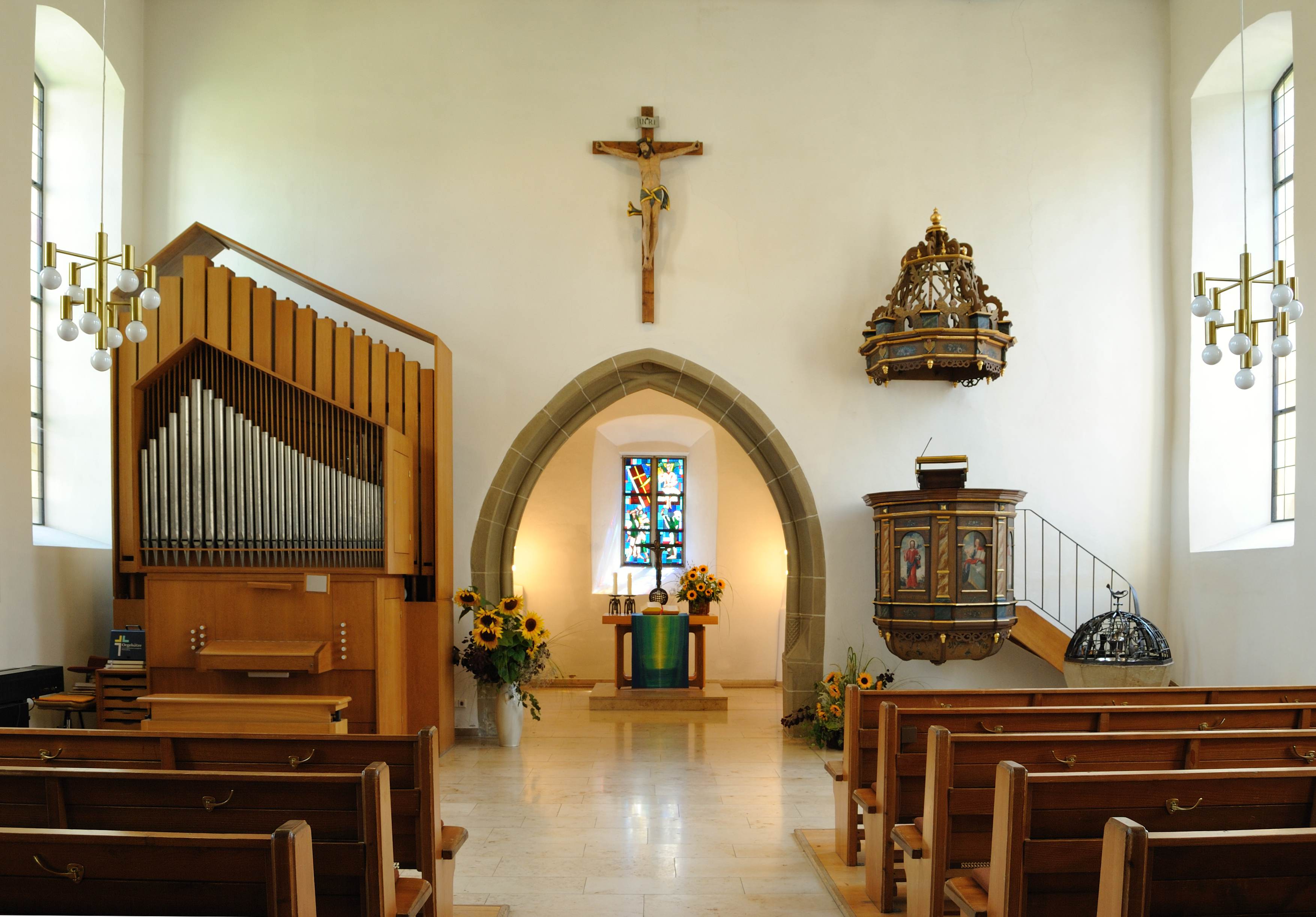
Blick zum Altarraum (2009) mit der Walcker-Orgel von 1965

Die Oswaldkirche ist die evangelische Pfarrkirche der Kirchengemeinde Hirschlanden, einem Ortsteil der Stadt Ditzingen. Sie ist Kulturdenkmal gemäß § 2 DSchG BW.

## Geschichte
Eine Kirche in Hirschlanden wird 786 dem Kloster Lorsch übertragen und im Lorscher Codex erstmals erwähnt. An der Stelle eines älteren Vorgängerbaus wurde wohl 1180 eine romanische Saalkirche errichtet, von der sich im Turmunterbau noch Teile erhalten haben. Das Patronat hatte 1456 das Kloster Hirsau „von alters her“. 1466 wurde sie Kirche dem Kloster Schönrain am Main inkorporiert. 1485 war sie wieder im Besitz von Hirsau. Im gleichen Jahr ist das Oswaldspatrozinium erstmals belegt. Das Kloster Hirsau war noch 1524/29 im Besitz der Pfarrpfründe. 1534 wurde in der Gemeinde die Reformation eingeführt.
Das gotische Kirchengebäude wurde 1748 wegen Baufälligkeit abgebrochen. An seiner Stelle errichtete der Maurer und Steinhauer Andreas Sämann unter der Leitung von Johann Christoph David von Leger das heutige barocke Kirchenschiff. Eingeweiht wurde es am 27. Oktober 1748. Umfassende Renovierungen fanden 1933 (innen), 1936 (außen), 1962 (innen), 1994 (außen) und 1995 (innen) statt.

## Baubeschreibung
Das Kirchenschiff ist ein vierachsiger Putzbau mit flachbogigen Fenstern, Eckquaderung, geradem Westschluss und nach Westen abgewalmtem Dach. Den Raum schließt nach oben eine Kassettendecke ab (1962 erneuert). Der östlich anschließende Chorturm geht in seinen ältesten Teilen möglicherweise noch auf den Vorgängerbau zurück. Aufgesetzt ist ein barockzeitliches Glockengeschoss aus Fachwerk (wohl um 1751), darüber ein ins Achteck überführter, in sich gedrehter Helm. Die Turmbekrönung bilden Kugel, Kreuz und Hahn.
Schiff und Turmuntergeschoss sind durch einen spitzbogigen Durchgang verbunden. Die Turmhalle mit einem Sternrippengewölbe, die ursprünglich den Chorraum bildete, wurde nach dem Neubau des Schiffs durch Schließung des Chorbogens mittels eines barocken Kanzelaltars zur Sakristei umfunktioniert, aus der heraus die Kanzel zugänglich war. Es entstand eine Predigtkirche mit axialer Anordnung der Prinzipalien. Erst im Zuge der Renovierung von 1962 wurde der Chorbogen unter Verwendung alter Steine wieder geöffnet, der Altar in den Turm gerückt und die Barockkanzel mit Schalldeckel an die südliche Chorbogenwand gestellt.

## Ausstattung
An der Stelle des barocken Kanzelaltars erhielt die Kirche bei der Renovierung von 1962 einen neuen Steinaltar, der seinerseits 1995 durch einen Tischaltar aus Holz ersetzt wurde. Hinter dem Altar befindet sich von Adolf Valentin Saile ein Osterfenster aus dem Jahr 1962 mit der Darstellung der Frauen am Grab Jesu (Mk 16,1–8 ).
Die Barockkanzel mit Schalldeckel befindet sich seit 1962 an der rechten Seite des Chordurchgangs. Geschaffen wurde sie durch den Hirschlander Schreiner Johannes Schemperlin und seinen Sohn, der die Malereien ausführte. Über dem Chorbogen hängt ein Kruzifix aus der Zeit um 1510/20, im Raum vor der Kanzel ein achteckiger Taufstein aus spätgotischer Zeit.
Altarkreuz und Taufsteinabdeckung wurden 1984 in Auftrag gegeben.

## Orgel
1965 wurde links des Chorbogens eine Orgel der Fa. Eberhard Friedrich Walcker (Ludwigsburg) aufgestellt. Sie ersetzte ein Vorgängerinstrument aus dem Jahr 1890, das ebenfalls von Walcker stammte. Die heutige Orgel verfügt über elf klingende Stimmen auf zwei Manualen (Haupt- und Oberwerk) sowie Pedal. Die Disposition stammt von dem damaligen landeskirchlichen Orgelsachverständigen Herbert Liedecke. 2019 wurde eine neue Orgel der Orgelbauerbrüder Van Vulpen aus Utrecht gekauft und aufgestellt.

## Geläut
Im Glockengeschoss der Kirche hängen drei Läuteglocken aus Bronze mit den Schlagtönen b1 (Betglocke, Gussjahr 1956, Heinrich Kurtz, Stuttgart), c2 (Gussjahr 1949, Heinrich Kurtz, Stuttgart) und es2 (Gussjahr 1657, in Hirschlanden gegossen; Schlagring 1995 erneuert).
Im Ersten Weltkrieg war eine mittlere Glocke zu Rüstungszwecken abgegeben worden. Sie wurde 1919 ersetzt, im Zweiten Weltkrieg jedoch erneut beschlagnahmt.

## Kirchhof
Bis ins 18. Jahrhundert diente der Kirchhof der Oswaldkirche als Begräbnisplatz der Gemeinde. Im ausgehenden 17. Jahrhundert bestand daneben ein separater "Sonderfriedhof" für ortsfremde Bettler, Katholiken und andere nicht zur Gemeinde gehörige Personen. 1721 wurde am Ortsrand in der unteren Friedhofstraße ein neuer Friedhof angelegt und im April 1721 eingeweiht. Ab 1740 und erneut ab 1782 wurde aus Platzgründen auch der Kirchhof wieder für Bestattungen genutzt. Die letzten Beerdigungen auf dem Kirchhof fanden 1835 statt. Die historische Bruchsteinmauer, die den Kirchhof zur Heimerdinger Straße hin abschloss, wurde 1962 abgerissen. Erhalten ist ein Teilstück der Kirchhofmauer an der Westseite der Kirche. Es steht heute unter Denkmalschutz.
Als der Friedhof an der unteren Friedhofstraße zu klein wurde, legte die Gemeinde an der oberen Friedhofstraße einen weiteren, den heutigen Begräbnisplatz an, der später mehrfach vergrößert wurde.